# フエンカリエンテ
フエンカリエンテ（Fuencaliente）は、スペイン・カスティーリャ＝ラ・マンチャ州シウダー・レアル県のムニシピオ（基礎自治体）。

## 地理
シウダー・レアル県とコルドバ県との県境にあり、県都シウダー・レアルの南西98kmの位置にある。2010年の人口は1,126人、面積は269.85 km²である。自治体の領域の一部はマドローナ山地に含まれる。

### 気候
気候は内陸性気候で、寒暖の差は激しく、一日の最高気温と最低気温の差は20°Cになることもある。年間降水量は約600mm。

### 人口
| フエンカリエンテの人口推移 1900－2010                   |
|                                                         |
| 出典:INE（スペイン国立統計局）1900年 - 1991年、1996年 - |

## 歴史

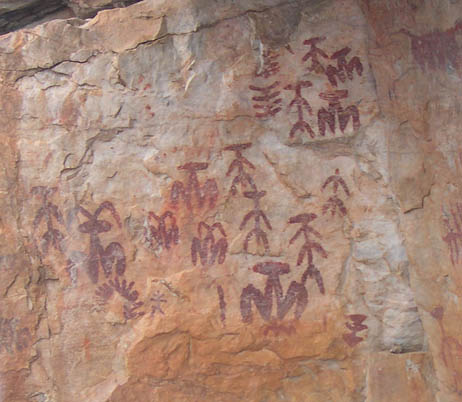
ペーニャ・エスクリータの洞窟壁画

この地における、人類の定住の歴史は古く銅器時代にさかのぼり、自治体内には洞窟壁画が残されている。
フェニキア（カルタゴ）時代、ローマ時代、アラブ時代の遺構は、この地に湧き出している温泉の効能についての知識をすでに持っていたことを物語る。また、郊外には採掘鉱跡も発見されている。
フエンカリエンテは南への玄関口となっており、そのことはこの地の伝統文化、風俗習慣を豊かなものにした。この地域についてのもっとも古い記録は、カラトラーバ騎士団が創設された1158年のことである。1189年のカラトラーバ騎士団の境界についての文書には、フエンカリエンテの名称（フエンカリエンテとは熱い泉の意）こそ書き遺されていないものの、この地域についてのことが、かなり詳細に記されている。フエンカリエンテはカラトラーバ騎士団の領するところとなり、その領域はカンポ・デ・カラトラーバと呼ばれ、19世紀の地方再編でそれまで存在したラ・マンチャ県（Provincia de La Mancha）が消滅するまで、その名称が使われた。
13世紀の、フエンカリエンテの「村」としての設立は、レコンキスタと深く関係している。1369年、フエンカリエンテの村とフエンカリエンテ司祭管轄区域が設立された。騎士団長ペドロ・ムニス・デ・ゴドイ（Pedro Muñiz de Godoy）が一人のカラトラーバ修道会の修道士ベニート・サンチェスに、この地の、当時サンタ･マリーア・デ・ロス・バーニョス礼拝堂（またはサンタ･マリーア・デ・ラ・フエンカルダ礼拝堂）に住むための許可を与えたことに始まる。騎士団長ペドロ・ムニス・デ・ゴドイは修道士ベニート・サンチェスをその地の教区司祭に任命し、町における建物の建築、十分の一税の取り立て、首長任免権、裁判権などの許可と、将来の入植者に対する税の免除特権を与えた。14世紀末にはフエンカリエンテは、デスペニャペーロス（Despeñaperros）に到着する前に立ち寄る重要な巡礼地となったと、コルドバ大聖堂に残されている文書の中に残されている。

## 政治
自治体首長はカスティーリャ＝ラ・マンチャ国民党（Partido Popular de Castilla-La Mancha、PPCLM）のバレンティン・アウレリオ・ムーニョス・ムーニョス（Valentín Aurelio Muñoz Muñoz）で、自治体評議員は、カスティーリャ＝ラ・マンチャ国民党：5、カスティーリャ＝ラ・マンチャ社会党（Partido Socialista de Castilla-La Mancha、PSCM-PSOE）：4となっている（2011年5月22日の自治体選挙結果、得票順）
| 1999年6月13日自治体選挙 |        |        |          |
| 政党                    | 得票数 | 得票率 | 獲得議席 |
| PPCLM                   | 451    | 54.53% | 5        |
| PSCM-PSOE               | 370    | 44.74% | 4        |

| 2003年5月25日自治体選挙 |        |        |          |
| 政党                    | 得票数 | 得票率 | 獲得議席 |
| PPCLM                   | 439    | 52.32% | 5        |
| PSCM-PSOE               | 384    | 45.77% | 4        |

| 2007年5月27日自治体選挙 |        |        |          |
| 政党                    | 得票数 | 得票率 | 獲得議席 |
| PPCLM                   | 411    | 51.44% | 5        |
| PSCM-PSOE               | 368    | 46.06% | 4        |

| 2011年5月22日自治体選挙 |        |        |          |
| 政党                    | 得票数 | 得票率 | 獲得議席 |
| PPCLM                   | 391    | 49.81% | 5        |
| PSCM-PSOE               | 377    | 48.03% | 4        |

### 司法行政
フエンカリエンテはプエルトジャーノ司法管轄区に属す。